# Engels (cidade)
Engels (em russo:  Энгельс), fundada em 1747 como Pokrovskaya Sloboda, teve nome renomeado em 1914 para Pokrovsk, e para o atual, Engels, em 1931. A cidade está localizada no Oblast de Saratov, Rússia, e é a segunda maior cidade de mesmo, com população de 202 419 habitantes. Possui um porto no rio Volga.

## História
Engels foi fundada, em 1747, por colonos mercantis ucranianos, sob nome de Pokrovskaya Sloboda pelos colonos ucranianos. Durante o reinado de Catarina, a Grande, os Alemães de Volga foram encorajados a se estabelecer na região e muitos se mudaram para a cidade, tornando-a um importante centro da cultura dos Alemães de Volga. Foi concedido o status oficial de cidade e renomeado Pokrovsk, em 1914. Naquela época, a cidade era comumente conhecida como Kosakenstadt ("Cidade dos Cossacos", em alemão). Durante a Guerra Civil Russa, a região ficou sob o controle da República Socialista Federativa Soviética da Rússia e, em 1918, tornou-se a capital da recém-criada República Socialista Soviética Autônoma Alemã. A cidade foi renomeada foi renomeado para "Engels" em 1931, uma homenagem ao revolucionário e filósofo Friedrich Engels, que por sua vez era alemão. A República Socialista Soviética Autônoma Alemã foi desativada em 1941 após a invasão da União Soviética pela Alemanha Nazista, e a cidade tornou-se parte do Oblast de Saratov.

## Economia

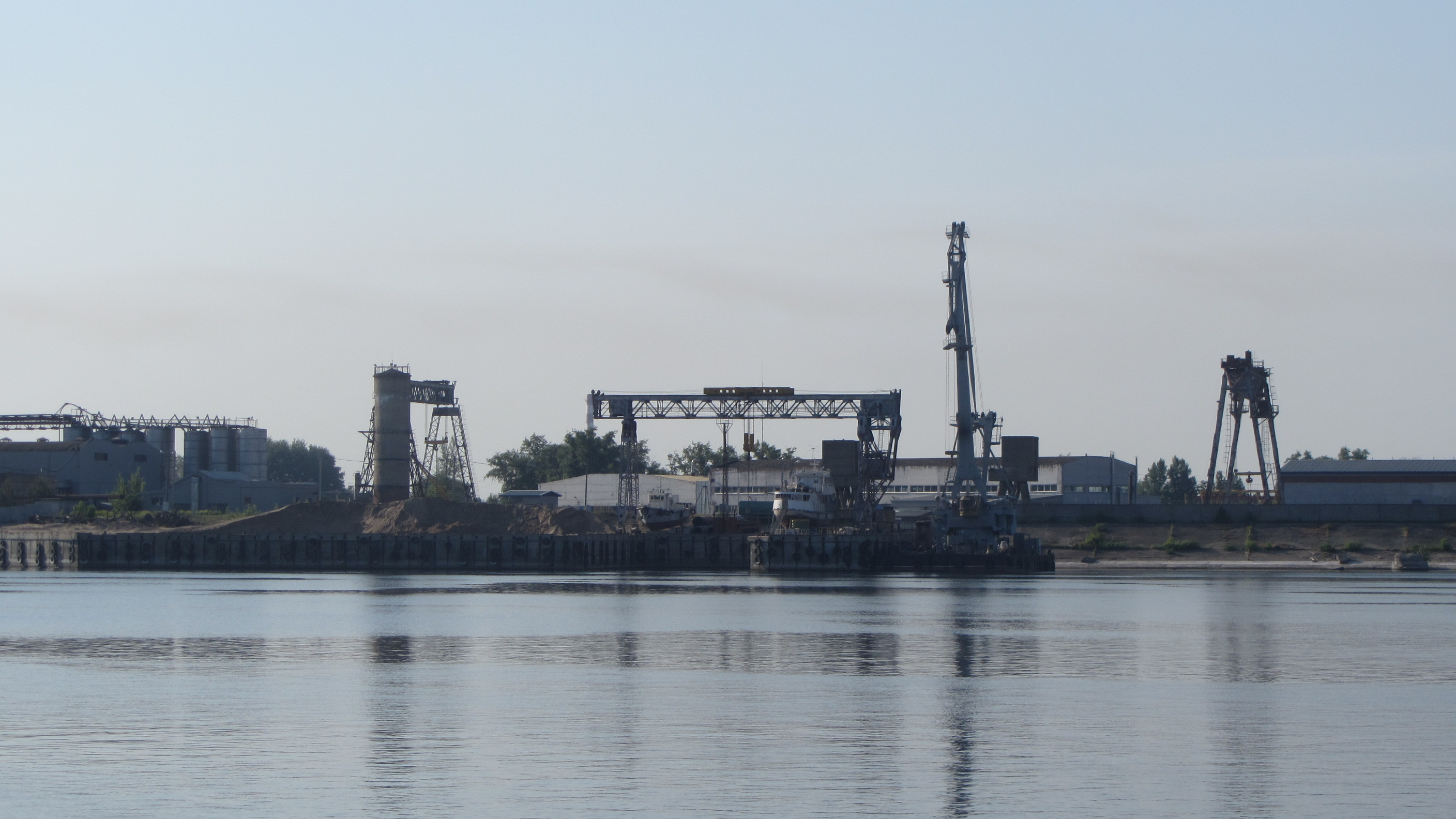
Vista para área portuária da cidade de Engels

Engels é uma cidade industrial. A fábrica de trólebus, da Trolza, está localizada em Engels e fabrica para as redes de transporte público de toda a Rússia. A Engelssky possuí duas fábricas na cidade, uma de tubos, que fabrica tubos de aço, dutos de aço e tubod de perfil. A segunda fábrica da Engelssky é focada em engenharia mecânica e produz material para ferrovias. A fábrica da Bosch-Saratov, anteriormente Autotractor Spark Plugs, produz velas de ignição, e a empresa alemã Henkel opera uma fábrica, na cidade, de detergente doméstico para roupas e produtos químicos para a indústria automobilística.
Em agosto de 2015, um protótipo da locomotiva "Bombardier Traxx F120MS bitola 1520mm" foi apresentado em uma cerimônia para marcar a inauguração de uma fábrica da First Locomotive Company em Engels.

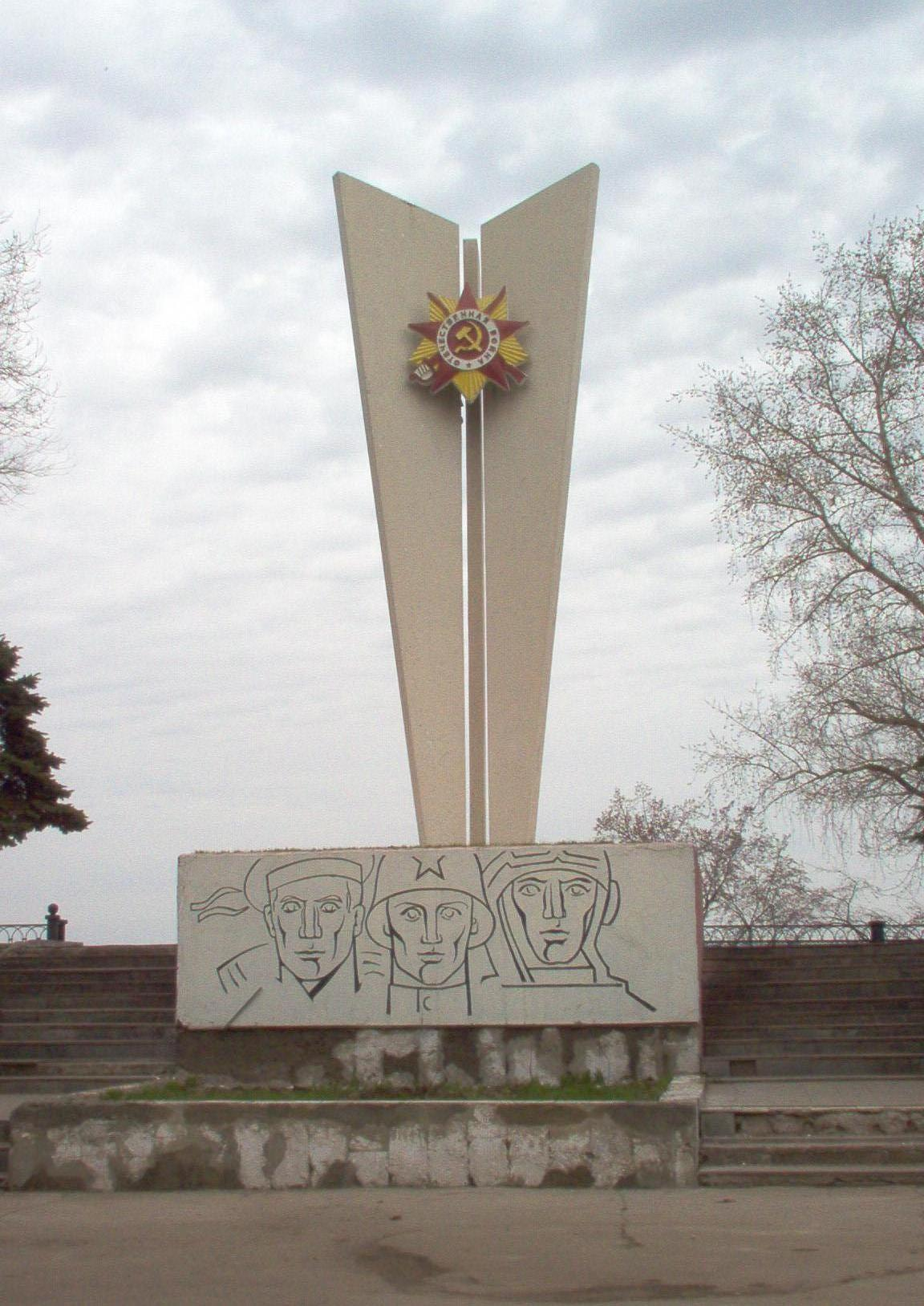
Memorial em homenagem a Friedrich Engels

## Histórico Populacional[4][5][6]
| Ano  | População |
| ---- | --------- |
| 1897 | 22,000    |
| 1959 | 91,000    |
| 1970 | 130,000   |
| 1977 | 163,000   |
| 1989 | 181,201   |
| 2002 | 193,984   |
| 2010 | 202,419   |
| 2020 | 309,745   |

## Esporte
A cidade de Engels é a sede do Estádio Municipal e do FC Iskra Engels, que participa do Campeonato Russo de Futebol

## Galeria

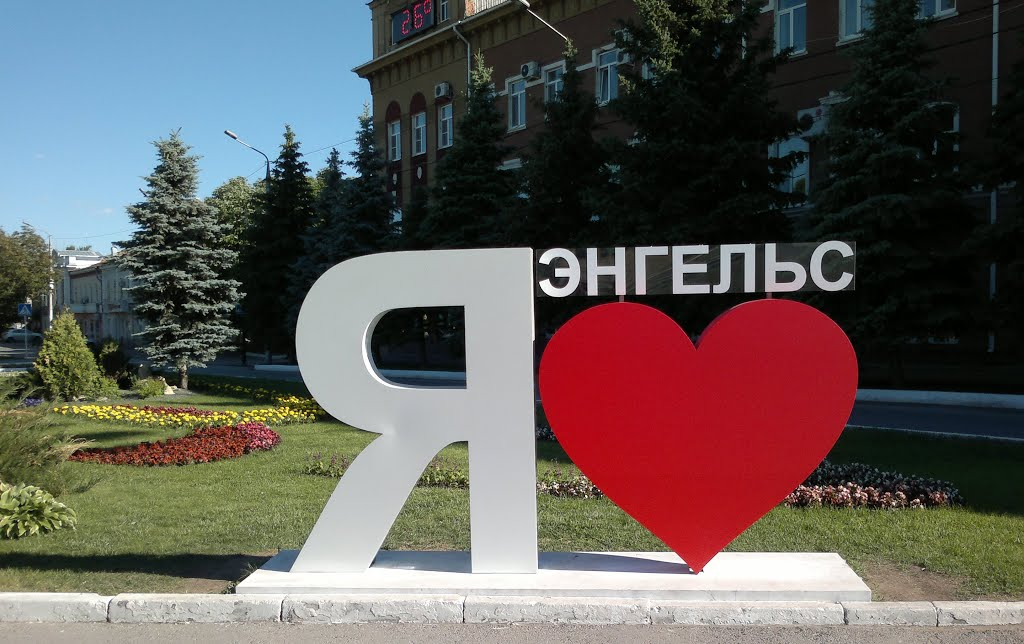
Placa turística "я люблю Энгельс ("Eu Amo Engels", em tradução)
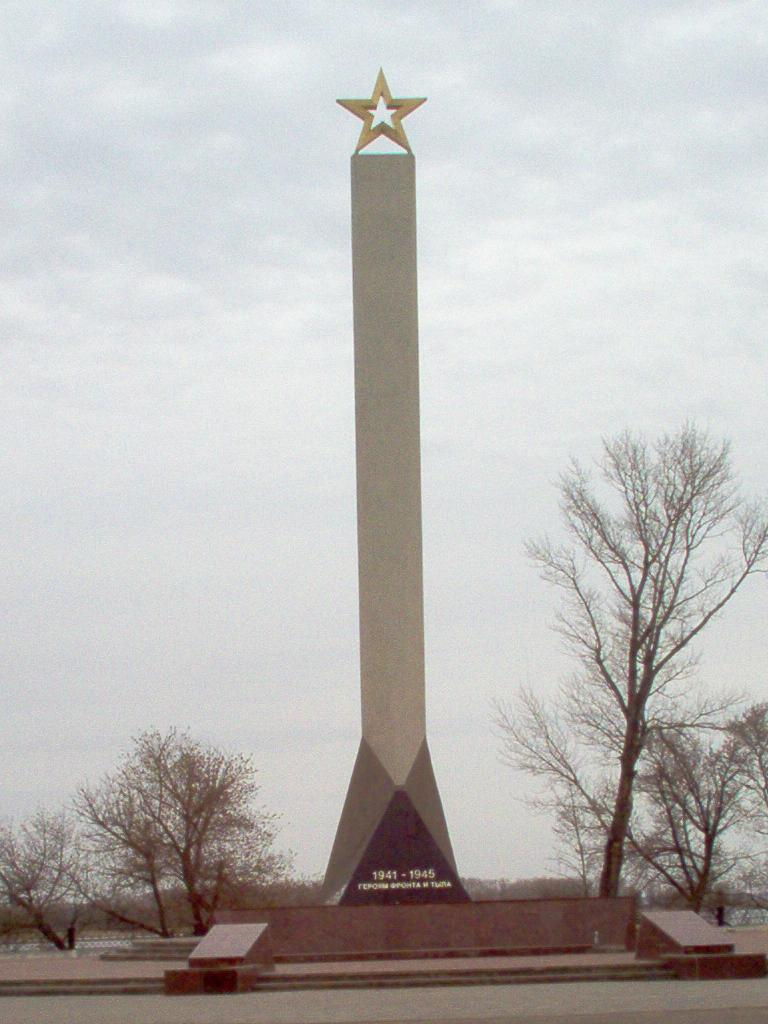
Memorial à Grande Guerra Patriótica
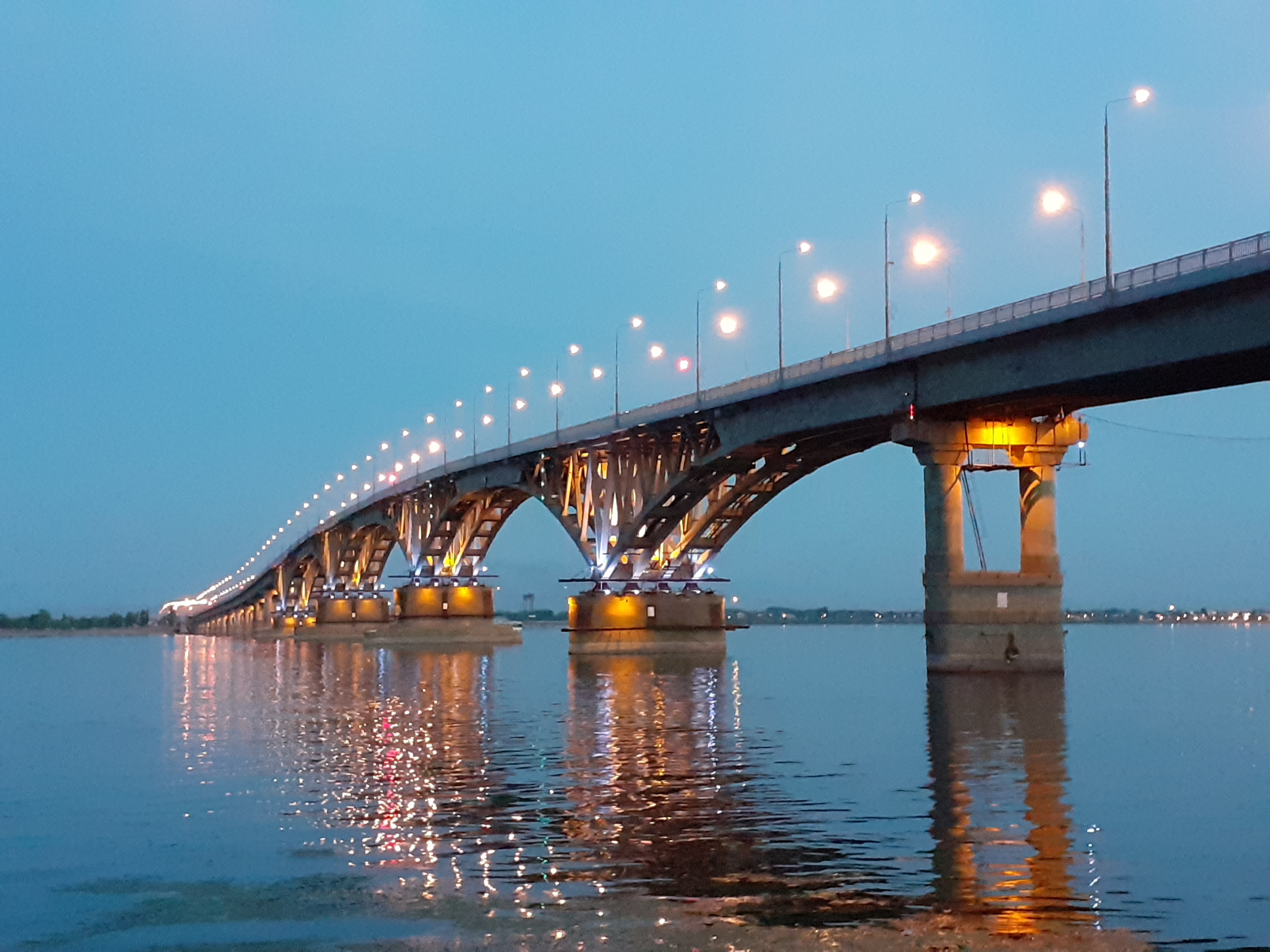
Ponte de Saratov, sobre o o Rio Volga, que liga Engels à Cidade de Saratov

## Militar

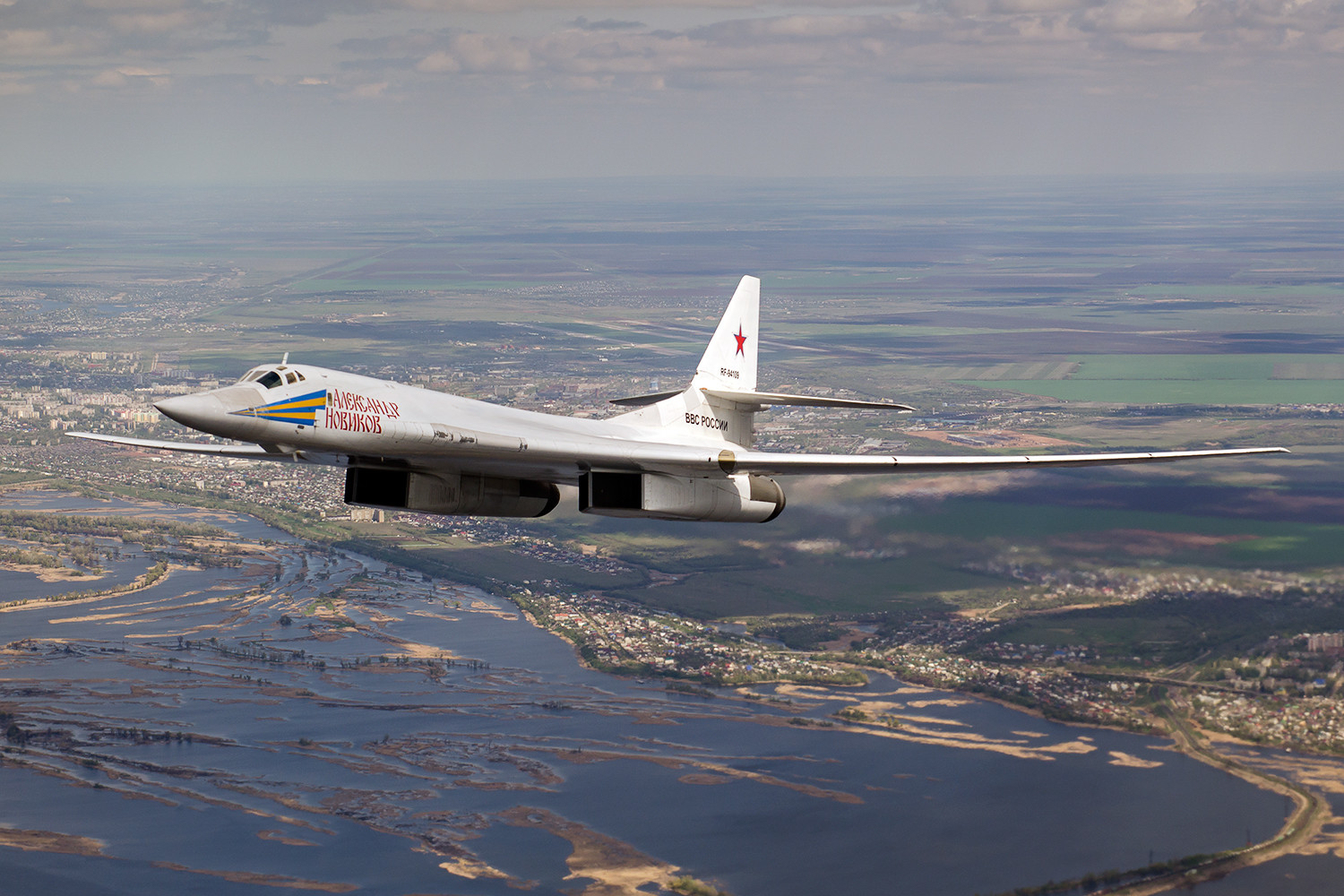
Tupolev Tu-160 sobre a cidade

Engels-2, uma base da força aérea russa, está localizada na cidade.

## Cidades-irmãs
- Edmond, Oklahoma, Estados Unidos[7]